# La casa de mi abuela
La casa de mi abuela és una pel·lícula espanyola del 2005, el primer llargmetratge dirigit per Adán Aliaga. Fou rodada a una casa antiga de Sant Vicent del Raspeig.

## Sinopsi
La pel·lícula està feta en estil documental que durant alguns anys ha recollit escenes quotidianes de la relació entre Marina, una nena de sis anys, impulsiva i irreverent, i la seva àvia Marita, de setanta-cinc anys, una persona amb una educació força rància i antiquada i que viu a una casa que vol expropiar l'ajuntament. La mentalitat d'ambdues xoca aviat i la nena es rebel·la no sols contra la seva àvia, sinó contra tothom que vulgui corregir el seu comportament.

## Repartiment
- Marita Fuentes - Marita
- Marina Pastor - Marina
- Miguel Such - Captaire
- Ana Jiménez
- Asunción Ferrando

## Premis
- Premi a la millor pel·lícula documental del Festival Internacional de Cinema Documental d'Amsterdam.[4]
- Premi especial del jurat al Festival Internacional Canadenc de Documental Hot Docs.[5]
- Premi especial al Festival Internacional de Cinema de Chicago.[6]
- Premi al millor documental al Festival Internacional de Cinema de Valdivia.[7]
- Menció especial al Festival Internacional de Cinema de Miami.[8]
- Menció especial al Festival Punto de Vista.[9]